# 724666 Unda-Sanzana
724666 Unda-Sanzana este o planetă minoră (asteroid) din centura de asteroizi. A fost descoperită pe 13 martie 2008 la Observatorul La Silla de . 
Obiectul prezintă o orbită caracterizată de o semiaxă mare de 2,8036296659352 UAi, o excentricitate de 0,10705195836505, o înclinație de 3,253730892597 ° în raport cu ecliptica.